# Burza
Burza je visokoorganizirano i specijalizirano tržište gdje se prema strogo utvrđenim pravilima trguje raznim robama i uslugama. Posebice se trguje vrijednosnim papirima i međunarodnim/stranim valutama, zatim u manjem obujmu žitaricama, stokom, umjetninama, prehrambenim proizvodima (poput kave), raznom robom, poljoprivrenim proizvodima (poput cvijeća), plemenitim metalima (zlato, srebro, platina), energijom i energentima (poput električne energije, nafte i prirodnog plina),dozvolama za onečišćenje, uslugama i sl.

## Nastanak imena burza
Porijeklo naziva burza još nije točno utvrđeno. Jedna od pretpostavki je da je nazvana po "Bourse de Paris", francuskoj nacionalnoj veletržnici dionica. Drugi smatraju da je dobila ime miješanjem prezimena trgovačke obitelji van de Beurse (koja je u 16. stoljeću živjela u belgijskom gradu Bruggeu) s latinskim pojmom Bursa. 
Prva burza osnovana je 1531. godine u Antwerpenu. 

## Definicija pojma burze
Burzu možemo shvatiti kao pojednostavljeno tržište, koje spaja kupca i prodavatelja robe ili usluge. Glavni cilj burze jest povećanje transparentnosti tržišta, veća efikasnost, manji troškovi, te povećana zaštita od manipuliranja tijekom trgovanja. Postoji više podjela burzi.
Podjela prema objektu kojim se na burzi trguje:
- Burze vrijednosnih papira (trgovanje dionicama, obveznicama i ostalim vrijednosnim papirima)
- Robne burze (trgovanje gotovim proizvodima)
- Novčane burze (trgovanje stranim/međunarodnim valutama)

Podjela prema tipu trgovanja:
- Klasične burze (plaćanje u gotovini, ugovor se izvršava odmah)
- Terminske burze (kupoprodaja će biti izvršena u budućnosti, prema unaprijed utvrđenim uvjetima)

Razvojem Interneta sve više se osnivaju i koriste elektroničke burze, tako da burza kao fizička lokacija pomalo gubi smisao.

## Članovi burze
Članovi burze su brokerske (i dealerske) kuće i ovlaštene banke. Prijem u članstvo burze vrši se na osnovi zahtjeva i dokumentacije propisane aktima burze. Burza je dužna primiti u članstvo brokersku kuću, odnosno ovlaštenu banku ako ispunjavaju uvjete za stjecanje svojstva člana burze utvrđene njenim statutom.
Burza ne smije povrijediti princip ravnopravnosti svojih. Svaki član posebno je dužan:
- pridržavati se akata burze,
- savjesno obavljati poslove na burzi,
- ne zloupotrebljavati informacije koje nisu dostupne svim sudionicma na burzi,
- o prispjelom nalogu klijenta ili o osobnom nalogu odmah obavjestiti burzu,
- izvršenje naloga odložiti do isteka roka koji burza propisuje svojim pravilima poslovanja,
- pismeno obavještavati burzu o svakoj promjeni svojih ovlaštenja, prava, obaveza i odgovornosti u pravnom prometu, a posebice o promjenama koje se odnose na uvjete na osnovu kojih je stekao članstvo na burzi,
- plaćati članarinu, proviziju od zaključenih poslova trgovine i druge naknade utvrđene cjenikom burze.

## Predmet trgovanja
Predmet trgovanja na burzi mora biti tipiziran i standardiziran kako bi bio lako zamjenjiv, a trgovina njime jednostavna, brza i efikasna. Ovo omogućava odsustvo predmeta trgovanja s mjesta na kojem se trguje.

## Pravila trgovanja
Trgovina se odvija po posebnim pravilima burze koje obično potvrdi državna vlast. Na burzi se samo zaključuju poslovi, dok se isporuke i plaćanja odvijaju van burze.
Pravila trgovanja na burzi izrasla su iz običajnog trgovačkog prava i nastajala su zajedno s postupnim nastankom burze tijekom razvoja tržišta i tržišnih odnosa. Ova pravila imaju dvostruku funkciju:
- osigurati standardizaciju predmeta trgovine i samih pravila trgovanja i
- pružiti zaštitu sudionicima u trgovanju.

Pravila su kodificirana u zbornike pod različitim nazivima te uređuju način rada burzovnih službi.